# Szent Péter és Pál-fatemplom (Alsóboldogfalva)
Az alsóboldogfalvi Szent Péter és Pál-fatemplom műemlékké nyilvánított épület Romániában, Hargita megyében. A romániai műemlékek jegyzékében a  HR-II-m-B-12757 sorszámon szerepel.

## Leírása
A templom rossz állapotban van; a megfogyatkozott létszámú gyülekezet anyagi forrásai nem teszik lehetővé a műemlékvédelmi előírásoknak megfelelő felújítást.